# Венк фон Венкгейм
Венк фон Венкгейм (нім. Wenckh von Wenckheim) — дворянський рід.
У XV столітті переселилися з Франконії в Угорщину. У XVIII столітті удостоїлися баронського звання; одна гілка його з 1802 носить графський титул.
Барон Бела Венкгейм (1811-1879) грав видну роль під час революції 1848, належав до партії Ференца Деака і при створенні австро-мадярського дуалізму в 1867 призначений міністром внутрішніх справ, а в 1875 був прем'єр-міністром, але відмовився через півроку від цього звання і повернувся до колишньої посади.

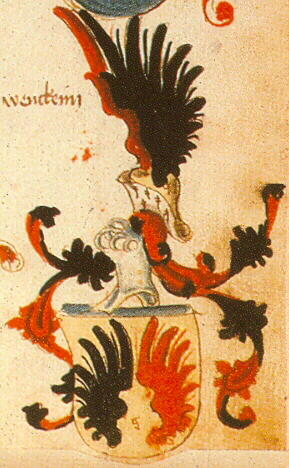
Сімейний герб
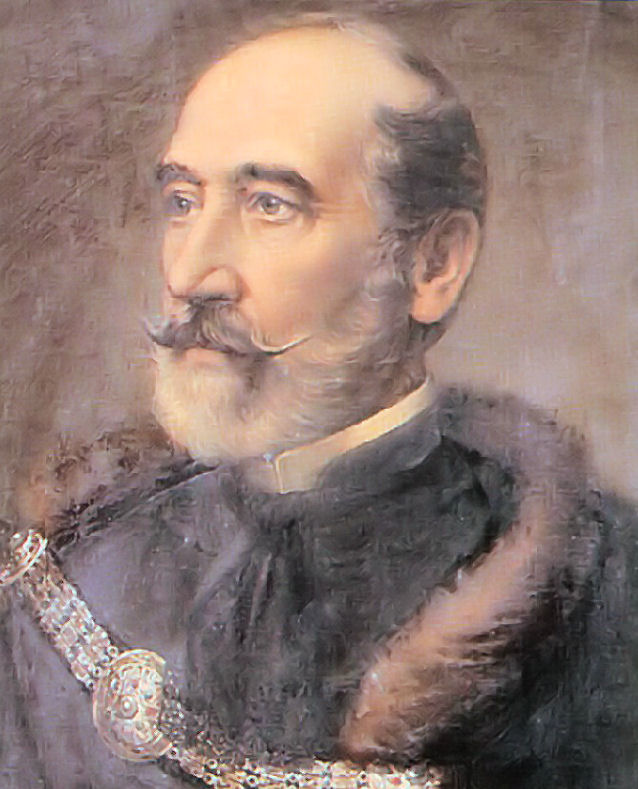
Бела Венкгейм
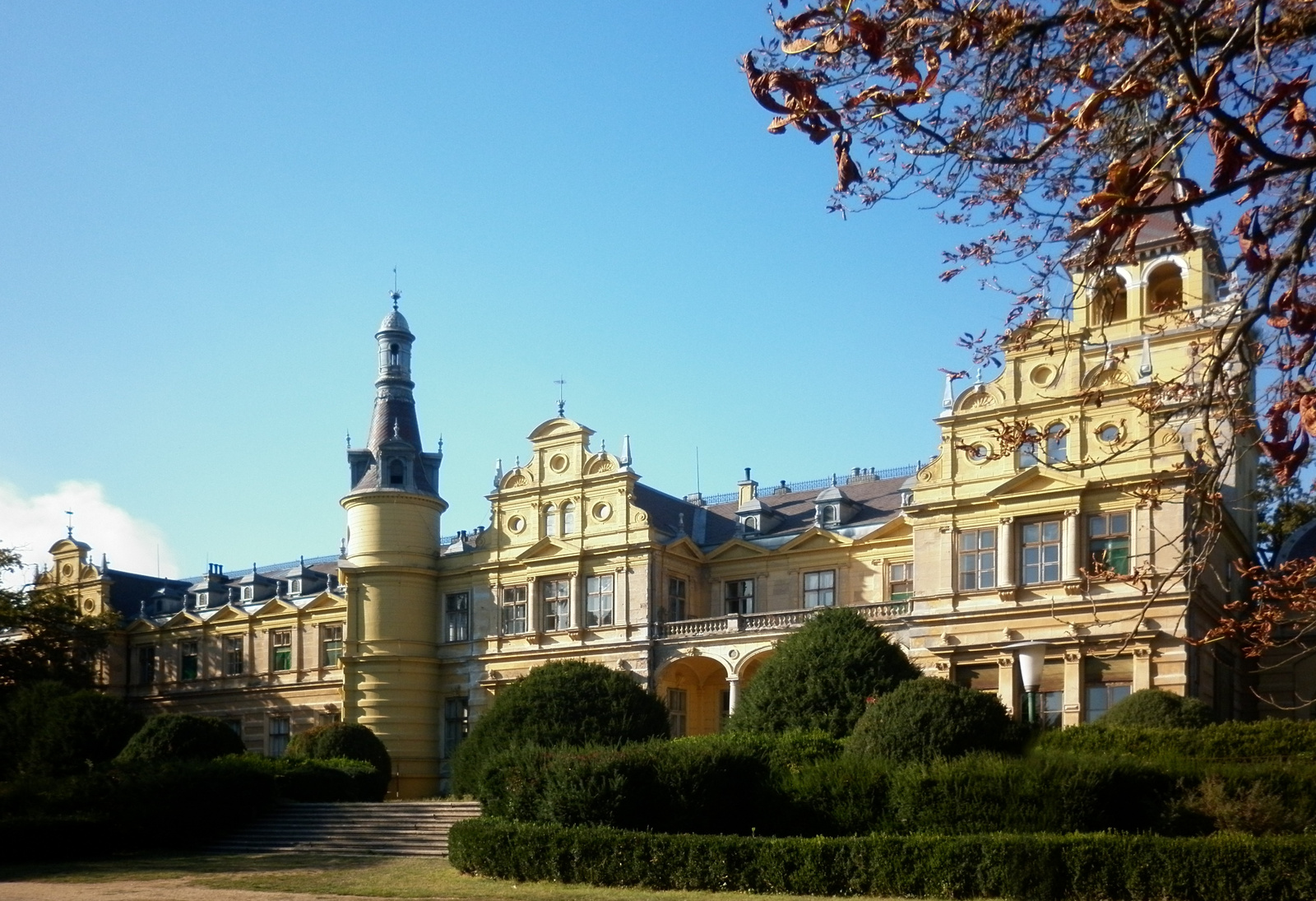
Schloss Wenckheim in Szabadkígyós